# Michigan Philharmonic
La Michigan Philharmonic (o "Michigan Phil") è un'orchestra sinfonica professionista nel sud-est del Michigan. La Michigan Phil è cresciuta da una piccola orchestra di comunità a un'orchestra regionale professionale pluripremiata, dinamica e innovativa che opera in diverse comunità del Michigan, tra cui Plymouth, Canton, Birmingham-Bloomfield, Grosse Pointe, Detroit. Nan Washburn è la direttrice musicale e la direttrice d'orchestra dal 1999.

## Storia
La Michigan Philharmonic fu fondata come Plymouth Symphony nel 1945 dai residenti locali Evelyn e Carl Groschke e Paul Wagner, direttore del programma musicale della Plymouth High School, che stavano cercando di organizzare un'orchestra di comunità. L'orchestra iniziò ad esibirsi nella palestra della Plymouth High School e poi alla Plymouth Colony Farms negli anni '50, prima di stabilirsi nell'Auditorium della Plymouth-Salem High School dove si esibirono per molti anni.
Nel 1998 l'orchestra iniziò a spostarsi dal ruolo di un gruppo di comunità a un'orchestra regionale professionista eseguendo lavori più progressisti e innovativi con un raggio d'azione geografico più ampio nell'area del sud-est del Michigan. Questo cambiamento fu consolidato dall'assunzione della direttrice della California meridionale Nan Washburn, dopo un'ampia ricerca a livello nazionale.
Ora, con 19 premi ASCAP per la programmazione avventurosa, Nan Washburn ha anche introdotto le sue idee di programmazione nuove e uniche e la sua dedizione all'educazione musicale. L'orchestra ha naturalmente iniziato ad attrarre nuovi e migliori orchestrali, grazie all'opportunità di suonare un repertorio più impegnativo, nonché l'interesse a eseguire opere classiche contemporanee di compositori viventi. Per raggiungere gli obiettivi educativi dell'orchestra nel 1998 è stato creato un programma per portare la musica classica al 3º e 4º anno. Sotto la guida di Nan Washburn il programma è stato rivisto e migliorato nel 2001 e ha preso il nome di CLASSIC Music Outreach. Nel 2003 Nan Washburn ha fondato la Michigan Philharmonic Youth Orchestra, di cui è stata direttrice artistica e direttrice d'orchestra fino al 2017.

## Direttori
- Nan Washburn (1999–presente)
- Russell Reed (1987–1999)
- Leon Gregorian (1986–1987)
- Charles Greenwell (1985–1986)
- Johan van der Merwe (1980–1985)
- Wayne Dunlap (1951–1979)
- Paul Wagner (1945–1950)

## Premi
- Ernst Bacon Memorial Award nell'esecuzione di musica americana, 2016 - Professional Division.[2]
- Detroit Music Award per Eccezionale Orchestra di Comunità - 2018[3]